# 抑菌药

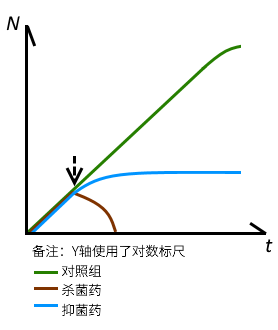
一张显示抑菌药与杀菌药区别的图表。假设在图中箭头处向三组完全相同的培养基中分别作：不处理（对照组）、加入抑菌药、加入杀菌药，可预测到加入抑菌剂的组细菌数量会不再增长、加入杀菌药的组细菌会逐步完全死亡

抑菌药（bacteriostatic drug）又称抑菌剂（bacteriostatic agent，bacteriostat，Bstatic）、制菌劑，是具有抑制细菌繁殖药效的抗菌药物。与抑菌药相对的一个概念是杀菌药，即能起杀灭细菌作用的抗菌药物。不过抑菌药与杀菌药并非严格对立的概念，部分抗菌药物可能既是抑菌药，又是杀菌药。例如氯霉素在作用于革兰氏阴性杆菌时只有抑制其增殖的药效，而在作用于其他抗菌谱内的微生物时可以将其杀灭:370-371。
抑菌药的实例包括四环素、氯霉素，以及磺胺类药物。

## 药理学
相比杀灭细菌的杀菌药，抑菌药的作用是抑制病原细菌的繁殖。通过对病原细菌增殖的抑制，抑菌药物能为患者体内的免疫系统留出启动对入侵的病原细菌的免疫反应的时间、阻止病原细菌感染的扩大化:370-371。
根据作用的病原细菌种类不同，同一种抗菌药物可能有时体现为抑菌药、有时体现为杀菌药。氯霉素即为一例。当作用于革兰氏阴性杆菌时，氯霉素起抑制其增殖的作用；当氯霉素作用于其他抗菌谱内的微生物时，可以将其杀灭:370-371。

## 临床应用
抑菌药无法直接杀死细菌。因此，如果在患者体内的免疫系统开始反应前就停药，仍然存活的病原细菌可能很快就会大量增殖导致病情恶化。因此，对于病情较危重的病人而言，相比抑菌药应优先选用杀菌药:370-371。此外，治疗AIDS患者等丧失免疫能力的病人时应使用杀菌药而非抑菌药。
抑菌药与杀菌药联用可能可以增强对病原细菌的杀灭作用，但具体效果如何很难预测。抑菌药与杀菌药的联用也可以起到延缓病原细菌出现耐药性的作用。

## 实例
氯霉素、克林霉素、乙胺丁醇、林可酰胺类抗生素、大环内酯类抗生素、呋喃妥因、新生霉素、恶唑烷酮、大观霉素、磺胺类药物、四环素、替加环素，以及甲氧苄啶都是抑菌药的实例。